# Rezerwat przyrody Dąbrowa Świetlista
Rezerwat przyrody Dąbrowa Świetlista – leśny rezerwat przyrody w gminie Nowe Ostrowy, w powiecie kutnowskim, w województwie łódzkim, powołany Zarządzeniem Ministra Ochrony Środowiska, Zasobów Naturalnych i Leśnictwa z dnia 25 czerwca 1990 r. (MP nr 31 poz. 248 z 1990 r.) na powierzchni 40,13 ha, w leśnictwie Perna.
Według Zarządzenia celem ochrony rezerwatu jest zachowanie naturalnego zespołu świetlistej dąbrowy z bogatą florą.
Od 2008 roku obszar rezerwatu podlega też ochronie w ramach sieci Natura 2000 jako specjalny obszar ochrony siedlisk PLH100002 „Dąbrowa Świetlista w Pernie”.

## Klasyfikacja rezerwatu
- według głównego przedmiotu ochrony jest to rezerwat fitocenotyczny (Fi) zbiorowisk leśnych (zl) oraz biocenotyczny i fizjocenotyczny (BF) biocenoz naturalnych i półnaturalnych (np). Celem ochrony jest zachowanie interesujących ekosystemów leśnych o cechach zespołu dąbrowy świetlistej. Przedmiotem ochrony jest zespół dąbrowy świetlistej.
- według głównego typu środowiska jest to rezerwat lasów i borów (L) podtypu lasów nizinnych (lni).

## Walory przyrodnicze

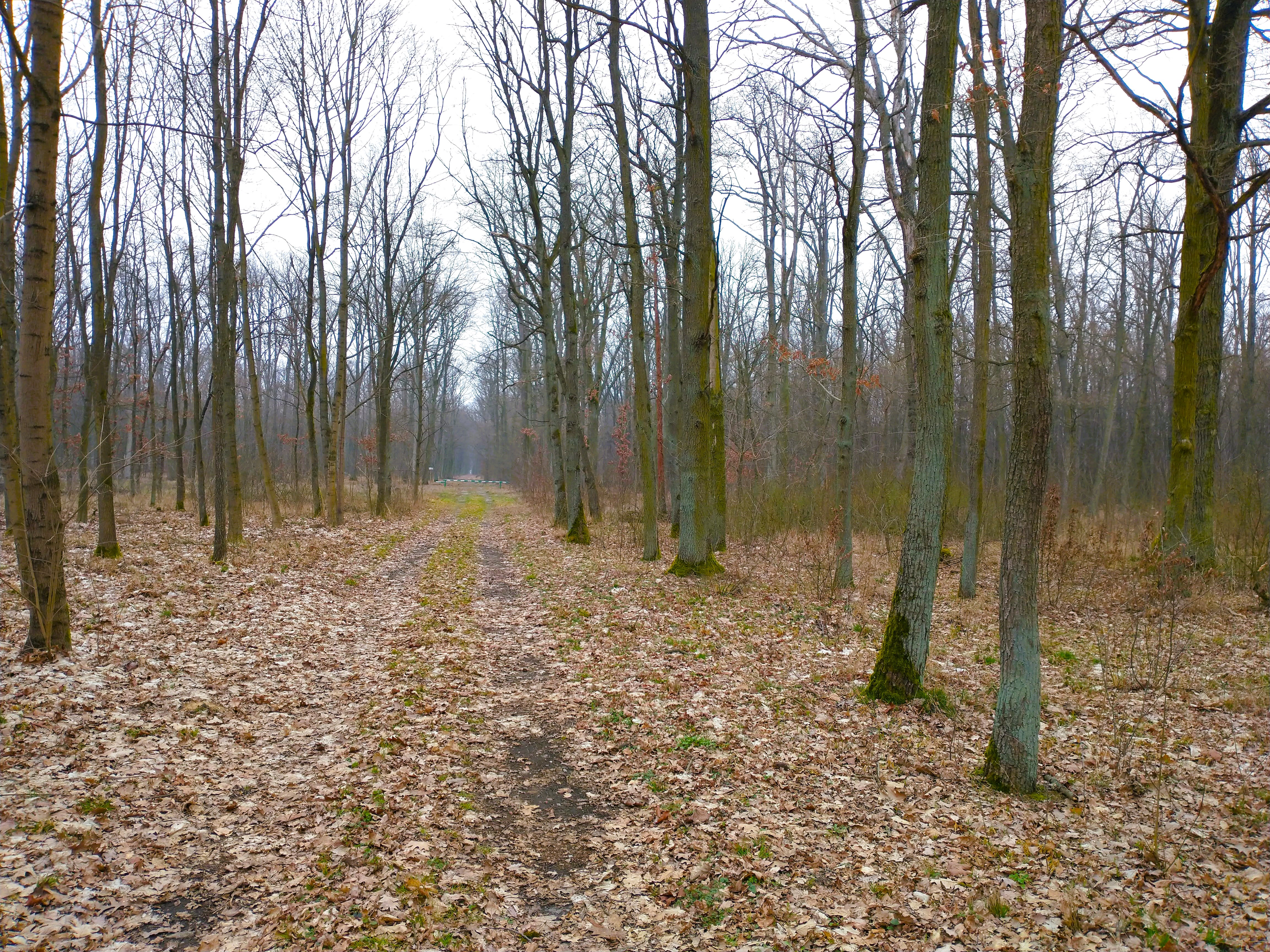
Wnętrze rezerwatu

Obszar ten charakteryzuje się występowaniem typowej postaci świetlistej dąbrowy wraz z małymi płatami zbiorowiska okrajkowego. Ma bardzo wysokie walory fitocenotyczne, florystyczne, krajobrazowe i estetyczne. Swoistą cechą świetlistej dąbrowy jest wielogatunkowe runo, w którym występują przedstawiciele bardzo różnych grup syntaksonomicznych.
Ogółem na terenie rezerwatu wyróżniono 196 gatunków roślin naczyniowych oraz 13 gatunków mchów. Wśród roślin tych stwierdzono występowanie gatunków chronionych lub rzadkich, takich jak kruszczyk szerokolistny (Epipactis latifolia), lilia złotogłów (Lilium martagon), naparstnica zwyczajna (Digitalis grandiflora), podkolan biały (Platanthera bifolia), wawrzynek wilczełyko (Daphne mezereum), kalina koralowa (Viburnum opulus), konwalia majowa (Convallaria majalis), kruszyna pospolita (Frangula alnus), pierwiosnek lekarski (Primula veris).
W 1998 r. stwierdzono występowanie gatunków roślin, które można uznać za rzadko występujące w regionie: dziurawiec skąpolistny (Hypericum montanum), gorysz siny (Peucedanum cervaria), jaskier wielokwiatowy (Ranunculus polyanthemos), koniczyna pagórkowa (Trifolium montanum), kozłek wąskolistny (Valeriana angustifolia), marzanka barwierska (Asperula tinctoria), miodunka wąskolistna (Pulmonaria angustifolia), oman szorstki (Inula hirta), rutewka orlikolistna (Thalictrum aquilegiifolium), turzyca pagórkowa (Carex montana), wiązówka bulwkowa (Filipendula vulgaris).